# Logia
Logia is een Belgische (Nederlandstalige) christelijk geïnspireerde denktank die los van de Rooms-Katholieke Kerk of politieke partijstructuren een meerwaarde wil bieden in het maatschappelijk debat rond thema's als cultuur, sport, economie, mensenrechten en arbeid. De naam is het meervoud van het Griekse woord logion, een technische term uit het Bijbelonderzoek die verwijst naar de verzameling oorspronkelijke uitspraken van Jezus Christus.

## Historiek
In mei 2011 werd de gelijknamige vzw opgericht vanuit de vzw Katholiek Impuls- en Mediafonds door theoloog Hans Geybels. CD&V politica Wivina Demeester werd de eerste voorzitter.
In juli 2015 stond Logia aan de basis van de redding van 250 Syrische christenen uit Aleppo.
In 2017 werd advocaat Paul Quirynen voorzitter van de raad van bestuur. De denktank heeft twee vaste medewerkers (Hans Geybels en Aglaja Bornauw) en telt 170 experten/ervaringsdeskundigen waaronder Steven Van Hecke, Mark Van de Voorde, Herman Wouters, Patricia Adriaens, Jan Goossens en Kolet Janssen.
Ondertussen bestaat de denktank Logia ook in Nederland en in Franstalig België.